# Georges Feydeau
Georges Feydeau (n. 8 decembrie 1862 - d. 5 iunie 1921) a fost un dramaturg francez din perioada numită La Belle Époque, cunoscut pentru farsele și vodevilurile sale.

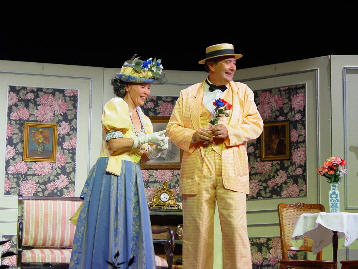
Scenă din piesa Doamna de la Maxim's

## Opera
- 1887: Croitor pentru doamne (Tailleur pour dames)
- 1899: Doamna de la Maxim's (La dame chez Maxim's)
- 1907: Puricele în ureche (La Puce à l'oreille)
- 1908: Ocupă-te de Amélie (Occupe-toi d'Amélie)